# Studio live
Studio live – junges Fernsehen für Baden-Württemberg ist der Name einer Sendung und eines ehemaligen privaten Fernsehsenders im digitalen Kabelnetz der Kabel BW. Veranstalter ist die Klarner Medien GmbH, Eningen u. A. Studio live ist einer von sieben Fernsehsendern, welche die Klarner Medien GmbH im Rahmen ihres Digital-TV-Bouquets herstellte.
Schwerpunkt der Sendeinhalte sind für Jugendliche in Baden-Württemberg interessante Themen.

## Inhalte
Die Sendung bietet die Rubriken
- news (aktueller Bericht aus der Region)
- sport (Basketball, Handball, Volleyball, Baseball, Eishockey aus Baden-Württemberg)
- kino tipp (Bericht über aktuelle Kino-Filme)
- cd tipps (Vorstellung der neuesten CD-Erscheinungen)
- eventguide (aktuelle Konzerte in Baden-Württemberg)
- live tipps (Veranstaltungshinweise für Baden-Württemberg)
- single scout (Partnerbörse)
- reportage (Feature über aktuelle Themen oder Bandportrait)

## Empfang
Der Kanal konnte im Sendegebiet und darüber hinaus in modernisiertem Gebiet empfangen werden. Dazu benötigte man einen Anschluss der Kabel BW und einen digitalen Kabelreceiver.
Die halbstündliche Sendung wurde dort rund um die Uhr wiederholt und Montags um 18 Uhr bzw. Donnerstags um 18 Uhr aktualisiert.
Samstags kann sie im modernisierten Gebiet im Raum Reutlingen/Tübingen auch bei RTF.1 um 17 Uhr empfangen werden.